# جسر قنطري
الجِسْر القَنْطَرِيّ هو نوع محدد من الجسور يتكون من سلسلة من الأقواس أو الأرصفة أو الأعمدة التي تدعم سكة حديد أو طريق مرتفع طويل. عادة ما يربط الجسر بين نقطتين متساويتين تقريبا في الإرتفاع، مما يسمح بجسر علوي مباشر عبر وادي واسع أو طريق أو نهر أو غيرها من ميزات وعقبات التضاريس المنخفضة. مصطلح فيادكت (Viaduct) مشتق من اللاتينية via تعني «الطريق»، ويعني ducere « للقيادة». وهوا مشتق من القرن التاسع عشر من تشبيه بالقنوات الرومانية القديمة. مثل القنوات المائية الرومانية، كانت العديد من الجسور الحديثة من سلسلة من الأقواس متساوية الطول تقريبًا.

## فوق الأرض

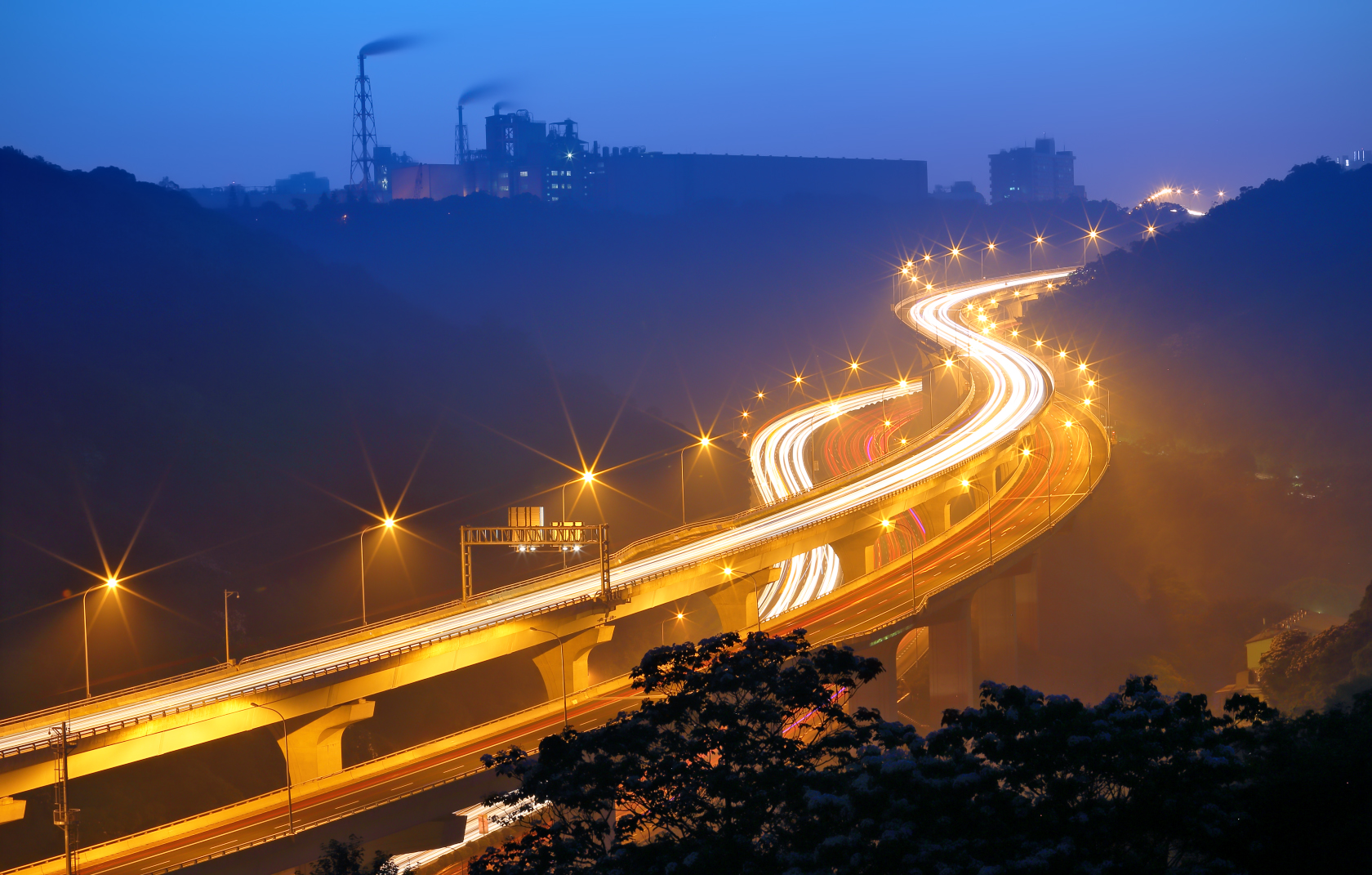
Wugu – Yangmei Elevated Road في تايوان ، جسر ذو طابقين بعمود واحد

ربما كان الأطول في العصور القديمة هو Pont Serme الذي عبر أهوار واسعة في جنوب فرنسا. في أطول نقطة لها، بلغ مقياسها 2679 مترا وعرضها 22 مترا.
تُستخدم الجسور القنطرية بشكل شائع في العديد من المدن التي تعد محاور للسكك الحديدية، مثل شيكاغو وأتلانتا وبرمنغهام ولندن ومانشستر. تعبر هذه الجسور ساحات السكك الحديدية الكبيرة اللازمة لقطارات الشحن هناك، وتعبر أيضا خطوط السكك الحديدية متعددة المسارات اللازمة لحركة السكك الحديدية الثقيلة. توفر هذه الجسور فصلًا عن الدرجات وتحافظ على حركة المرور على الطرق السريعة وشوارع المدينة من الاضطرار إلى مقاطعتها باستمرار بسبب حركة القطارات. وعلى غرار ذلك، تحمل بعض الجسور السكك الحديدية فوق الأودية الكبيرة، أو تحمل السكك الحديدية فوق المدن مع العديد من الشوارع والطرق المتقاطعة.
تربط العديد من الجسور القنطرية فوق الأرض نقاطًا ذات ارتفاع مماثل في المناظر الطبيعية، عادةً عن طريق سد وادي النهر أو غيرها من الفتحات المتآكلة في منطقة مسطحة. وكثيرا ما كانت هذه الوديان تحتوي على طرق منحدر على كلا الجانبين (مع جسر صغير فوق النهر، عند الضرورة) التي تصبح غير كافية لحمل حركة المرور، مما يستلزم وجود جسر لحركة المرور «عبر». هذه الجسور أيضا تصلح للاسنخدام من قبل حركة السكك الحديدية، والتي تتطلب طرقًا أكثر استقامة وتملقا. تحتوي بعض الجسور على أكثر من سطح واحد، بحيث يكون لسطح واحد حركة مرور للمركبات ويحمل سطح آخر السكك الحديدية. ومن الأمثلة على ذلك هو جسر الأمير إدوارد في تورنتو، كندا، الذي يحمل حركة مرور السيارات على السطح العلوي مثل شارع بلور، والمترو مثل خط مترو أنفاق بلور دانفورث على السطح السفلي، فوق وادي نهر دون شديد الانحدار. تم بناء البعض الآخر ليمتد عبر المناطق المستقرة، ويعبر الطرق تحتها - وهو سبب العديد من الجسور في لندن.

## فوق الماء

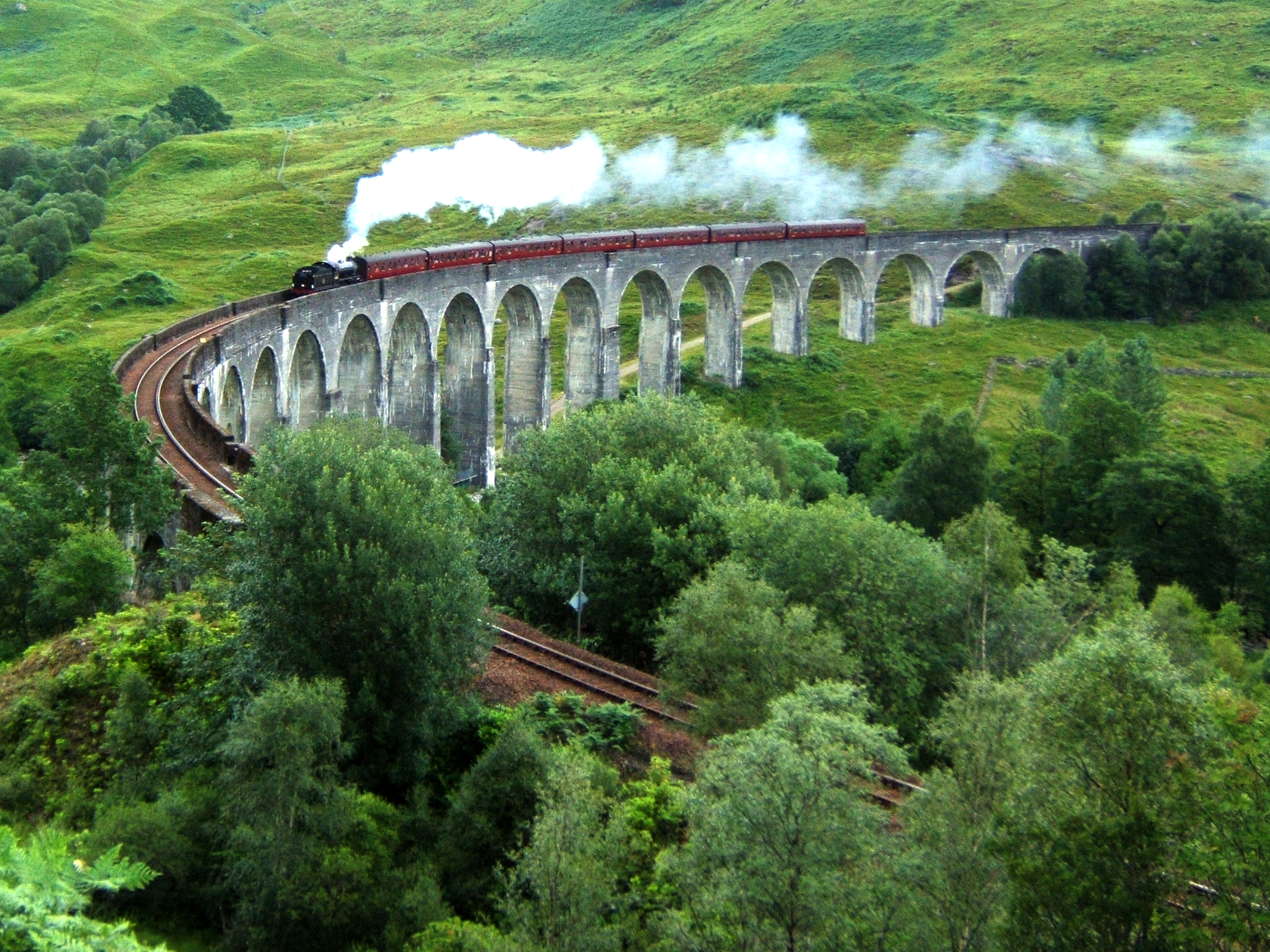
جسر جلينفينان في المملكة المتحدة

تستخدم الجسور القنطرية فوق المياه بربطها بالجزر أو الأقواس المتتالية. وغالبًا ما يتم اشراكها مع أنواع أخرى من الجسور أو الأنفاق لعبور المياه القابلة للملاحة كأقسام للجسور، في حين أن تصميمها وبنائها أقل تكلفة من الأنفاق أو الجسور ذات الامتدادات الأكبر، وعادة ما تفتقر إلى الخلوص الأفقي والعامودي الكافي للسفن الكبيرة. أنظر نفق جسر خليج تشيسابيك.
جسر مييو هو طريق لجسر مثبت بكوابل يمتد عبر وادي نهر تارن بالقرب من ميلاو في جنوب فرنسا. افتتح في عام 2004 وهو أطول جسر للمركبات على مستوى العالم، مع قمة رصيف على ارتفاع 343 مترًا (1125 مترًا) قدمًا). كان جسر جسر دانيانغ-كونشان الكبير في الصين هو أطول جسر في العالم اعتبارًا من 2011.

## استخدام الأراضي أسفل الجسور القنطرية

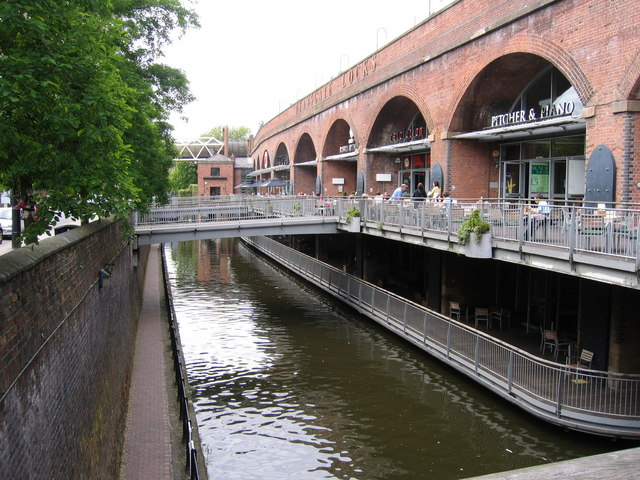
قضبان "Deansgate Locks" أسفل محطة Deansgate Metrolink في مانشستر.

عند بناء جسر قنطري يمر عبر الأرض بدلاً من الماء، من الممكن استخدام المساحة أسفل الأقواس للأعمال التجارية مثل مواقف السيارات وإصلاح المركبات والصناعات الخفيفة والحانات والنوادي الليلية. في المملكة المتحدة، أنشئت العديد من خطوط السكك الحديدية في المناطق العمرانية على الجسور، ولذلك فإن صاحب البنية التحتية Network Rail لديه مجموعة عقارات واسعة في أقواس تحت الجسور. في برلين، يتم استعمال المساحة الموجودة تحت أقواس خطوط مترو الأنفاق المرتفعة (S-Bahn) لعدة أهداف مختلفة، منها المطاعم الصغيرة أو الحانات.

## الماضي والمستقبل
بُنيت الطرق السريعة المرتفعة في المدن الكبيرة مثل بوسطن (الشريان المركزي) ولوس أنجلوس وسان فرانسيسكو وسول وطوكيو وتورنتو (طريق غاردينر السريع). مع ذلك تم هدم بعضها لأنها كانت غير مقبولة وقسمت المدينة.[بحاجة لمصدر] وفي أحيان أخرى، لأنها كانت غير آمنة من حيث التشييد، منها طريق إمباركاديرو السريع في سان فرانسيسكو، والذي تضرر في أعقاب زلزال وقع عام 1989. رغم ذلك، في الدول النامية مثل تايلاند والهند (طريق دلهي - جورجاون السريع)، وفي الصين وبنغلادش ونيكاراغوا أنشئت طرق سريعة مرتفعة والمزيد يجري بناؤها لتحسين تدفق حركة المرور، خصوصا كحل بديل لنقص الأراضي عند بنائها فوق الطرق المكشوفة.[بحاجة لمصدر]

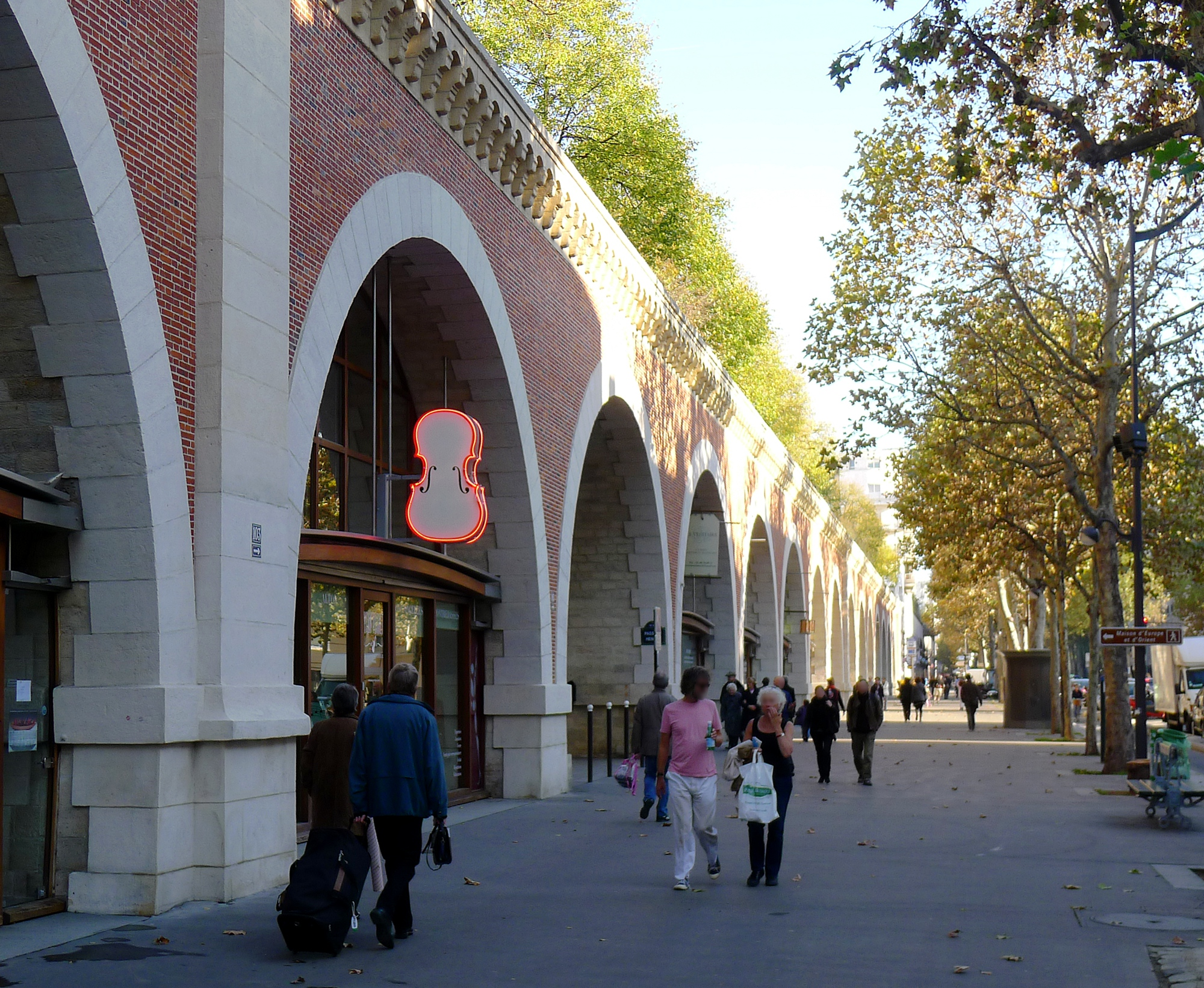
فيادوك ديس آرتس ، باريس ، فرنسا.

توجد استخدامات أخرى لبعض الجسور القنطرية. في باريس، فرنسا، يقدم جسر سكة حديد المعاد استخدامه ممشى حديقة في الأعلى، وفي الأسفل مساحة عمل للحرفيين. يُطلق على ممشى الحديقة اسم Coulée verte René-Dumont بينما توجد مساحات العمل الموجودة في الأقواس أدناه هيا Viaduc des Arts . تم افتتاح المشروع في عام 1993. يستخدم هاي لاين في مانهاتن، الذي تم افتتاحه في عام 2009، خط قطار مرتفع كحديقة حضرية خطية.
في إندونيسيا تستعمل الجسور القنطرية للسكك الحديدية في جاوة بالإضافة للطرق السريعة مثل طريق جاكرتا الدائري الداخلي. في يناير 2019، أغلق جسر طريق ألاسكا في سياتل واستبدل بنفق بعد عقود من الاستخدام بسبب لكونه غير آمن من الناحية الزلزالية.[بحاجة لمصدر]